# Heather Arneton
Heather Arneton, née le 27 juillet 2002, est une athlète française, spécialiste du saut.

## Carrière
Le 16 juin 2016, alors qu'elle n'a encore que treize ans, Heather Arneton établit un record de France minime du saut en longueur à 6,11 m. La jeune athlète fait partie du groupe de la « Mentor Academy », structure privée créée par Antony Yaïch, son entraineur, et qui regroupe notamment le recordman de France du saut en hauteur Mickael Hanany et le triple sauteur Yoann Rapinier.
Le 13 novembre 2016, pour sa première compétition en salle de l'année, Heather Arneton bat le record du monde minime en salle avec un saut à 6,23 m avec notamment un saut mordu aux environs de 6,50 m. Elle récidive moins d'un mois plus tard, le 10 décembre, où elle réussit un bond à 6,42 m, battant par la même occasion le record de sa catégorie détenu en plein air par l'ancienne double-championne du monde Fiona May (6,30 m). Dans une série incroyable (6,33 — 6,26 — 6,42 — 6,25 — X — X), elle améliore également le record de France cadettes en salle d'Ilionis Guillaume (6,26 m, 2015) et en plein air d'Éloyse Lesueur (6,40 m, 2005) et se place à 1 centimètre seulement du record de France juniors, c'est-à-dire des moins de vingt ans, détenu conjointement par Sarah Lege-Gautreau (1995) et Celia Harmenil (1999).
Le 15 janvier 2017, la Franconvilloise améliore encore ce record mondial en atterrissant à 6,57 m,, à 34 centimètres de la meilleure performance mondiale cadettes de la grande Heike Drechsler. De plus, elle réalise les minima pour les Championnats d'Europe en salle séniors de Belgrade mais ne peut y participer du fait de son âge (il faut avoir seize ans minimum),. À son 3e essai, elle mord un saut avoisinant les 7 mètres, un résultat incroyable et jamais enregistré dans la discipline. Lors de cette journée, elle bat également le record de France minime du 50 m (6 s 54). Le 27 juillet, date de son anniversaire, elle annonce sur Instagram son entrée dans la famille de la Under Armour grâce au judoka français Teddy Riner et l'athlète américaine Natasha Hastings,.
Elle connait ensuite plusieurs saisons difficiles, avec de nombreuses blessures et changements d'entraîneurs. Elle participe à sa dernière compétition en juin 2022 au meeting de Troyes où elle réalise un saut à 5 mètres.

## Records
| Épreuve          | Épreuve   | Performance        | Lieu      | Date            |
| ---------------- | --------- | ------------------ | --------- | --------------- |
| 50 m             | En salle  | 6 s 54             | Eaubonne  | 15 janvier 2017 |
| 50 m             | Plein air | 6 s 42 RF Minimes  | Sarcelles | 29 mai 2017     |
| 100 m            | Plein air | 11 s 85 RF Minimes | El Paso   | 25 mars 2017    |
| Saut en longueur | Plein air | 6,45 m             | Pézenas   | 19 juin 2016    |
| Saut en longueur | En salle  | 6,57 m RF Junior   | Eaubonne  | 15 janvier 2017 |
| Triple saut      | Plein air | 13,31 m RF Minimes | El Paso   | 23 avril 2017   |
| Triple saut      | En salle  | 12,64 m            | Eaubonne  | 15 janvier 2017 |